# Jean Simian
Jean Simian est un peintre français né à Alger le 2 mai 1910 et mort à Rueil-Malmaison le 28 septembre 1991.

## Biographie
Jean Simian est issu d'une famille d'artistes. Son grand-père, Gabriel Simian, courtier en vins, était un musicien actif et reconnu. Son père, Marcel, était également un érudit, curieux de tout et grand amateur d’art. Sa mère, née Julia Borgeaud, issue d'une famille de grands colons, possédait un talent pour la peinture.
Fort de cet héritage artistique, il étudia la littérature, la peinture et le piano, mais sa passion majeure fut la peinture, qu'il choisira près avoir obtenu une licence de lettres (histoire de l’art, esthétique et littérature). Aux alentours de 1920, il s'inscrivit à l’École des beaux-arts d'Alger.
Après les beaux-arts d’Alger, il passe le diplôme de l’École du Louvre à Paris, s’inscrit en 1929 à l’académie d’André Lhote. Il suit l’enseignement d’Amédée Ozenfant, maître du purisme, de 1932 à 1936, et exprime sa vision d’un art « surnaturaliste ».
Mobilisé à la Seconde Guerre mondiale, il est nommé peintre aux Armées et rapporte une série d’œuvres sur des thèmes militaires dont certaines sont acquises par l’État.
Lauréat du Prix de la Casa Vélasquez, il séjourne à Madrid en 1954 et s’attache à l’Espagne. Après cela, Jean Simian continue à peindre en Algérie, en France, en Espagne et au Maroc, avec le même souci de recherche des formes et de la matière.
Il meurt dans sa maison atelier de Rueil-Malmaison en septembre 1991.

## Expositions
Sa première exposition a lieu à la galerie du Minaret à Alger en 1941, puis ses œuvres « rapportées du front » sur des thèmes militaires sont exposées à la Galerie Durand-Ruel à Paris.
La Galerie du Minaret organise une grande exposition particulière en 1946 : Jean Alazard rédige la préface du catalogue. Il participe à une exposition personnelle parisienne à la Galerie Pierre Loeb (galeriste). Présentant ses œuvres à Marrakech en 1953, il découvre l’un de ses lieux de prédilection. En Algérie, il peint à Metlili et dans la région de Touggourt. 
Il participe en 1956 aux expositions de groupe « Peintres d’Afrique du Nord » à Bordeaux et « Peintres d’Algérie » à Nice, en 1961 à la présentation collective du « groupe des 7 » à la Galerie Romanet (Jacques Burel, André Cardona, JAR Durand, Sauveur Galliéro, René Sintès, Freddy Tiffou et le sculpteur Henri Chouvet), avant de connaître sa deuxième grande exposition personnelle à Paris, à la galerie Renou et Poyet. 
Jean Simian fera une ultime exposition en 1988 à Saint-Guilhem-le-Désert regroupant les pièces majeures de son œuvre.

## Les œuvres de Jean Simian: expositions et musées

### Les Musées
- Musée national des beaux-arts d'Alger (MNBA)
- Musée national d'art moderne de Paris
- Musée des Deux Guerres, Hôtel des Invalides, Paris
- Collection de l‘État Français et de la Ville de Paris
- Participe aux entretiens de Royaumont et Cerisy-la-Salle dès 1950
- Musée Baron-Martin à Gray : La Corrida sous l'orage, huile sur toile, 1954, 146 x 114 cm, dépôt du Fonds National d'Art Contemporain

### Expositions particulières
- 1941-61 Alger, Algérie
- 1944 Rome, Italie
- 1951 Galerie Pierre Loeb, Paris
- 1953, Marrakech, Maroc
- 1953 Copenhague
- 1953 Bruxelles, Galerie Apollo
- 1955 « Dessins » Atelier d’Ernest Rouart, Paris
- 1956 Galerie Renou et Poyet, Paris
- 1976 Galerie Jacques Massol, Paris
- 1977 Galerie de l’Estagnol, Gruissan
- 1978 Galerie Jacques Massol, Paris
- 1980 Galerie Jacques Massol, Paris
- 1982 Galerie Jacques Massol, Paris

### Expositions de groupe
- 1940 Londres, Grande-Bretagne
- 1944 Berne, Suisse, « L’Orient dans la peinture française »
- 1946-47 Galerie Maeght, « Sur 4 murs »
- 1946 Galerie Durand-Ruel
- 1955 Madrid « Casa Velasquez »
- 1956 Bordeaux, « Afrique du Nord » Nice, « Peintres d’Algérie »
- 1959 Galerie Riquelme, Biarritz. Expositions en Algérie
- 1964 Musée bibliothèque de Saint-Denis
- 1965 Galerie Riquelme
- 1976 Monaco
- 1977 Morsang-sur-Orge
- 1977-78 80 Formes et couleurs, l’Art dans la ville
- 1978-80 « Le temps de voir », « Le Dos ». Maillot, Sens
- 1981 Un Bestiaire pour G.Bataille, Billon Saint-Loup, série des Abattoirs
- 1982 Art Vite 82, New York, Dallas : documentation
- 1983 Grand Palais Dessins de la Montgolfière au satellite
- 1984 Barcelone, Bourges, Arles le Puy, Morzine, Avoriaz
- 1985 Orangerie du Luxembourg, Paris / Documentation Tokyo
- 1987 Surennes, 1re exposition départementale du Grand Prix de France, Galerie Claude Hemery, Paris
- 1988 Chapelle des Pénitents, Saint-Guihlem-le-Désert
- 2006 Galerie Georges Bessière, Noirmoutier

### Les Salons
Salon d’automne (de 1958 à 1980), salon de Mai (1946 et 1957), Grands et Jeunes d’Aujourd’hui (1964), Réalités nouvelles (1964,1967) et régulièrement depuis 1970. Sociétaire du Salon d’automne Casa Velasquez (1954-1955). Participe dans le cadre du Festival d’été chez Geneviève Thèvenot à Maillot aux expositions « Secrets du Réel » (1975) et « Le silence » (1976)